# Golf von Ancud
Der Golf von Ancud (spanisch: Golfo de Ancud) ist eine Meeresbucht an der chilenischen Westküste.

## Lage
Der Golf von Ancud trennt die Insel Chiloé vom chilenischen Festland. Nördlich der Insel ist der Golf von Ancud durch den Chacao-Kanal mit dem Südpazifik verbunden, im Süden schließt sich der Golf von Corcovado an. Nach Nordosten zweigt der Reloncaví-Fjord, der von großer Bedeutung für die Fischwirtschaft ist, ab.
Die gleichnamige Stadt Ancud liegt im Norden der Insel Chiloe am Chacao-Kanal.